# 桌灣

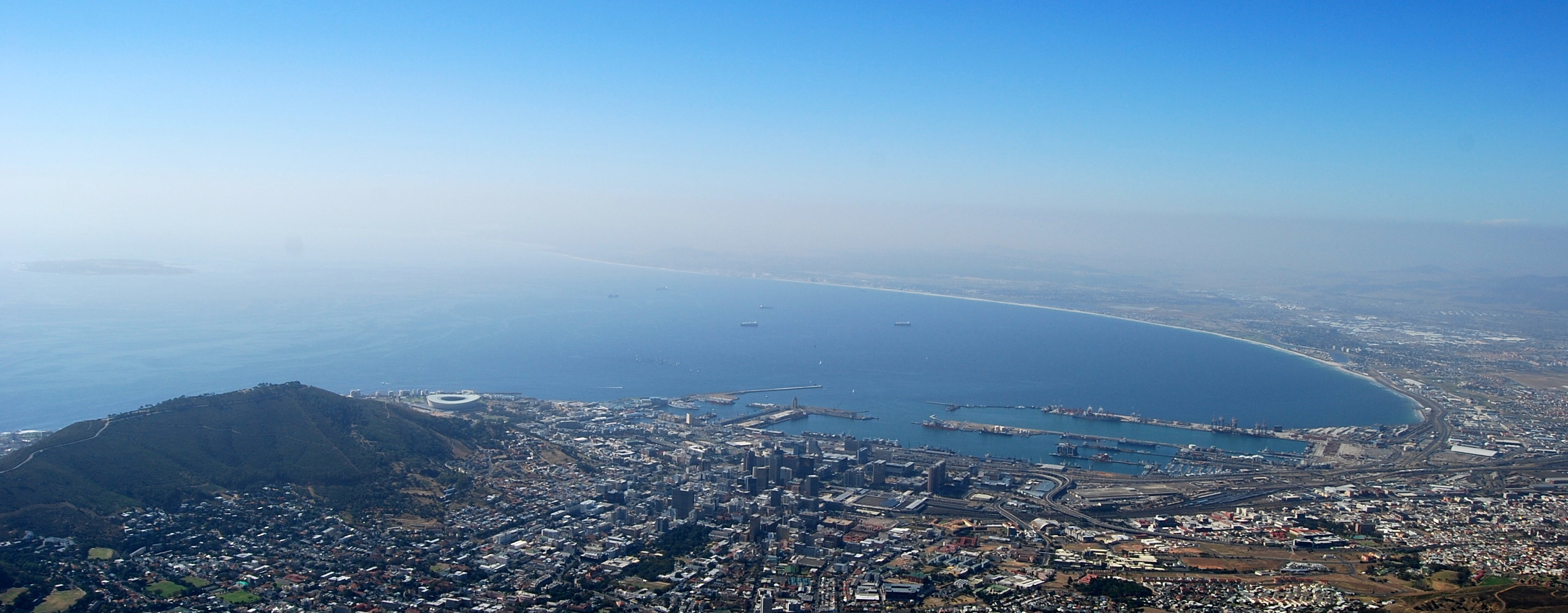
桌湾

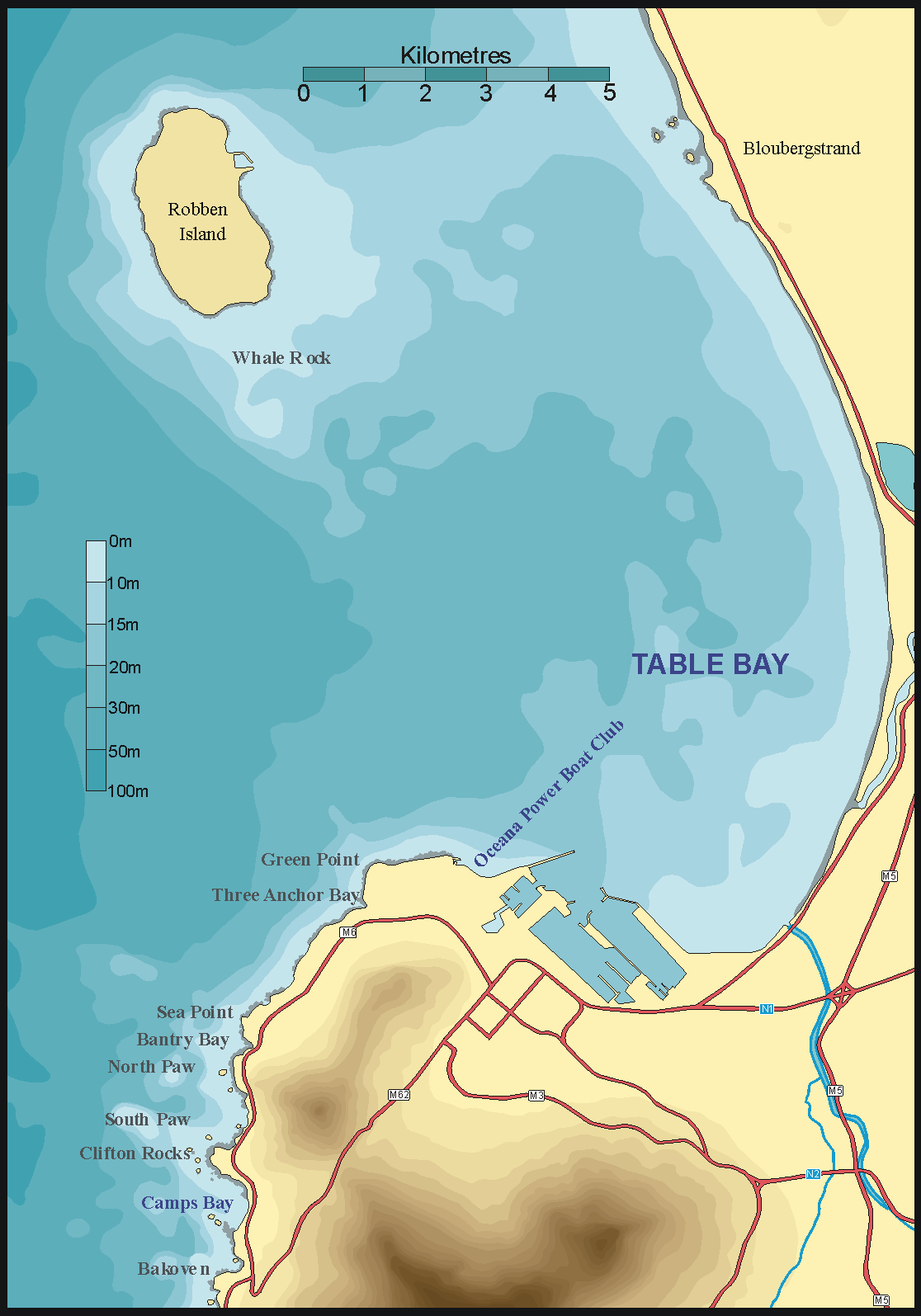
桌湾地圖

桌灣位於南非面向大西洋海岸的海灣，在非洲大陸南端處，形成開普半島的海港。1652年，荷蘭東印度公司海輪航經開普敦半島，首先在桌灣登陸，今日桌灣已形成遊樂勝地，建有以桌灣為名的酒店，為開普敦最豪華五星級酒店。